# Mitostoma daccordii
Espèce
Mitostoma daccordii est une espèce d'opilions dyspnois de la famille des Nemastomatidae.

## Distribution
Cette espèce est endémique de Vénétie en Italie. Elle se rencontre dans les Monte Lessini sur le Cima Posta.

## Description
Le mâle holotype mesure 1,9 mm.

## Systématique et taxinomie
Cette espèce a été décrite par Tedeschi et Sciaky en 1997.

## Étymologie
Cette espèce est nommée en l'honneur de Mauro Daccordi.

## Publication originale
- Tedeschi & Sciaky, 1997 : « Towards a revision of the Italian Mitostoma. 1: Subdivision in groups and description of new species (Arachnida, Opiliones, Nemastomatidae). » Revue suisse de Zoologie, vol. 104, no 3, p. 503–616.